# Casa de David Rinehart Anthony
La Casa de David Rinehart Anthony, también conocida como la Casa Wynne, fue una casa histórica ubicada en Eutaw, Alabama, Estados Unidos.

## Historia
La casa fue construida en 1860 por David Rinehart Anthony. Se agregó al Registro Nacional de Lugares Históricos como parte de los Recursos Temáticos de Casas Antebellum en Eutaw el 2 de abril de 1982, debido a su importancia arquitectónica. Desde entonces ha sido destruida.

## Descripción
La casa de estilo neogriego vernáculo era una edificación de dos plantas con estructura de madera sobre cimientos de ladrillo. Cuatro columnas octogonales atravesaban el pórtico frontal.